# Physosmaragdina
Physosmaragdina là một chi bọ cánh cứng trong họ Chrysomelidae.
Chi này được miêu tả khoa học năm 1971 bởi Medvedev.

## Các loài
Các loài trong chi này gồm:
- Physosmaragdina brancuccii (Medvedev, 1988)
- Physosmaragdina dinajpurensis Takizawa, 1990